# Richard Alexander (Politiker)
Richard Thain Alexander (* 29. Juni 1934 in Aberdeen; † 20. April 2008 in Newark-on-Trent) war ein britischer Politiker der Conservative Party.
Nach einem Studium der Rechtswissenschaft am University College London und am Institute of Advanced Legal Studies war Alexander als Solicitor von 1960 bis 1964 in Scunthorpe und von 1964 bis 1985 in Retford, Nottinghamshire. 1977 wurde er Bürgermeister von Retford.
Bei den Unterhauswahlen 1966 und 1970 trat er erfolglos für den Wahlkreis Lincoln an. Bei der Wahl 1979 konnte er im Wahlkreis Newark knapp und unerwartet den Kandidaten der Labour Party, Edward Stanley Bishop, schlagen und zog in das House of Commons ein. Er verlor seinen Sitz bei der für die Labour Party erfolgreichen Wahl 1997.
Alexander war seit 1966 mit Valerie Ann Winn verheiratet, das Paar hatte einen Sohn und eine Tochter. Nach der Trennung 1979 und der Scheidung 1985 heiratete Alexander 1987 Pat Hanson.